# Element (oudheid)
Elementen zijn de stoffen of krachten waartoe volgens oude filosofische en religieuze concepten alles op aarde te herleiden is.

## Hindoeïstische filosofie
In de Indiase filosofie en mythologie worden vijf oerelementen erkend als Tattva (dat wat gegeven is):
- Vayu/Pavana (Lucht of wind)
- Apa (Water)
- Akasha (Ether/ruimte)
- Agni (Vuur)
- Prithvi/Bhumi (Aarde)

Volgens de Samkhya karika (III, XXV), het tekstboek van de sankhya-filosofie, komen de tanmatra's (rudimentaire of subtiele elementen, of de archetypen van de elementen) voort uit bhutadi (duisternis, het primitieve element). Zo kwamen ook volgens de 'klassieke filosofen' de elementen voort uit Chaos en Nacht. Bhutadi is ahamkára (eigenwaan, 'ik-besef'), beïnvloed door de guna (hoedanigheid, kwaliteit) tamas (duisternis, traagheid). Ahamkára komt van buddhi (intellect) en buddhi van prakriti (natuur, oer-materie).
Prakriti is eeuwig en alomtegenwoordig, net als purusha (ziel, geest), waarmee prakriti verenigd is. Hun vereniging veroorzaakt het ontstaan en de ontwikkeling van een universum (manvantara). Als de grove elementen zich terugtrekken in de subtiele elementen en de subtiele elementen in ahamkara etc., dan volgt daaruit de oplossing van een universum (pralaya).
Volgens de Sankhya zijn er 25 tattva's, waaronder de vijf bovengenoemde grove elementen. Zij komen voort uit de tanmatra's:
- van sparsa (aanraking) komt lucht
- van rasa (smaak) komt water
- van sabda (geluid) komt ether
- van rúpa (vorm of kleur) komt licht (vuur)
- van gandha (geur) komt aarde

## Boeddhisme: vier fysieke elementen
De Boeddha stelde dat de fysieke wereld bestaat uit de volgende vier basis-elementen (Mahābhūta):
- Aarde (staat voor hardheid/zachtheid, ruwheid/gladheid, zwaarte/lichtheid)
- Water (staat voor cohesie/adhesie en aantrekking)
- Vuur (staat voor warmte en kou)
- Wind (staat voor duwen/repulsie, steunen/bewegen)

Hiervan afgeleid zijn de 4 secundaire elementen
- zichtbare vorm (rūpa), geur (gandha), smaak en voedingswaarde (oja).

Elke kleinste fysieke eenheid (kalapa) heeft ten minste de bovenstaande acht kenmerken of aspecten.
Inherent aan alle fysieke verschijnselen zijn de drie karakteristieken:
- vergankelijkheid, leegte en onpersoonlijkheid.

De ontwikkeling van het onderscheid in materie tot deze elementen in het eigen en andere lichamen is een van de laatste fase in de ontwikkeling van intuïtieve inzichtskennis.

## Griekse oudheid: vier of vijf klassieke elementen
De Griekse wijsgeer Empedocles (ca. 490-430 v.Chr.) was een der eersten die de theorie verkondigde dat alle stoffen waren opgebouwd uit vier elementen. Later meende men dat de vier lichaamssappen (humores) van Hippocrates hiermee overeenstemden. Deze leer heeft standgehouden, totdat in de tweede helft van de 18e eeuw het chemisch elementbegrip ontstond.
De vier klassieke elementen zijn en de vier lichaamssappen zijn:
- Water - slijm (Grieks phlegma)
- Aarde - zwarte gal (Grieks melancholos)
- Lucht - gele gal (Grieks cholos)
- Vuur - bloed (Latijn sanguis)

In de Griekse filosofie was er echter ook sprake van een vijfde element. Dit vijfde element ether was echter geen aards element maar zorgde voor de beweging van de hemellichamen. Zo stelde Plato in zijn dialoog Timaeus dat elk van de vier elementen uit andere partikels met verschillende geometrische vormen was samengesteld (bijvoorbeeld een kubus voor het element aarde), en poneerde daarnaast ook het bestaan van een vijfde element, de dodecaëder of kwintessens, waar de kosmos zelf van gemaakt zou zijn.
De Grieken waren ervan overtuigd dat alles was opgebouwd uit deze klassieke elementen. De elementen streefden elk een plaats in het universum na. Aarde was het zwaarste element en zat dus ook het laagst. Water was het element dat naar een evenwicht streefde dat net boven dat van de Aarde gelegen was. Lucht had een evenwichtsplaats die zich daar weer boven vond. Vuur, streefde naar een nog hogere evenwichtsplaats en dit kwam tot uiting door het stijgen van de vlammen.
Ether daarentegen kon door een sterveling nooit bereikt worden. Deze was voorbestemd voor de goden (zie de Griekse god Aether).

## Chinese astrologie: vijf elementen
Volgens de Chinese astrologie gelden als vijf elementen:
- Hout, gerelateerd aan: het oosten, de kleuren blauw en groen en de planeet Jupiter.
- Vuur, gerelateerd aan: het zuiden, de kleur rood en de planeet Mars.
- Aarde, gerelateerd aan: het midden, de kleuren bruin en geel en de planeet Saturnus.
- Metaal, gerelateerd aan: het westen, de kleur wit en de planeet Venus.
- Water, gerelateerd aan: het noorden, de kleur zwart en de planeet Mercurius.

Naast de Chinese dierenriem van 12 tekens wordt aan elk jaar een van deze elementen toegekend, waardoor een cyclus van 60 jaar ontstaat.

## Westerse astrologie en tarot
Ook de westerse astrologie werkt, bij interpretatie van horoscopen, met de eigenschappen die aan de vier elementen worden toegeschreven. Aarde, vuur, water en lucht corresponderen met de vier 'temperamenten' zoals beschreven in de Tetrabiblos van Claudius Ptolemaeus.
Bij tarot komen de bekers, zwaarden, staven en munten overeen met respectievelijk water, lucht, vuur en aarde.

## Pentagram met vijf elementen
Hoewel het een oud symbool betreft dat reeds in het 3e millennium v.Chr. in Mesopotamië voorkwam, waren het voor zover bekend middeleeuwse neopythagoreeërs die de 4 klassieke elementen uit de oudheid voor het eerst verbonden aan de punten van het pentagram en daar nog een element, 'Geest' of kwintessens, aan toevoegden. Heinrich Cornelius Agrippa nam de magische betekenis van het pentagram en de toeschrijving van de elementen aan de punten ervan over van de pythagoreeërs. Latere 19e-eeuwse occultisten, zoals Éliphas Lévi en de leden van de Golden Dawn, gebruikten in navolging daarvan het pentagram eveneens als magisch symbool. Het in de 20e eeuw ontstane wicca en andere neopaganistische groepen zetten deze traditie verder.

## Trivia
- Dralion, een show van Cirque du Soleil, gaat over de vier elementen Water, Aarde, Lucht en Vuur.
- In de Franse sciencefiction speelfilm The Fifth Element (1997, met Bruce Willis en Milla Jovovich) wordt het vijfde element gezocht om de wereld te redden van het kwaad.
- In de tekenfilmserie Avatar kunnen zogenaamde "Benders" de elementen besturen. Er is echter maar één iemand die ze alle vier kan besturen: de Avatar.